# Rita Bentes de Oliveira Pinto
Rita Maria Bentes de Oliveira Pinto (* 8. November 2000) ist eine portugiesische Tennisspielerin.

## Karriere
Bentes de Oliveira Pinto begann im Alter von sechs Jahren mit dem Tennissport und spielt hauptsächlich auf der ITF Women’s World Tennis Tour, wo sie bislang aber noch keinen Titel gewinnen konnte.
Ihr bislang letztes internationale Turnier spielte Bentes de Oliveira Pinto im September 2021. Sie wird daher nicht mehr in der Weltrangliste geführt.
Sie spielt seit 2019 für die Hokies der Virginia Polytechnic Institute and State University als College-Spielerin.